# Virginia-Highland

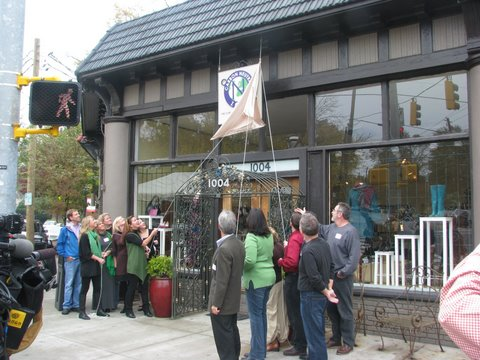
Intersecció de l'Avinguda Virginia i de l'Avinguda North Highland

Virginia-Highland és un barri d'Atlanta. És famosa per les seves botigues petites, i per les seves cases estil bungalou. Es troba a uns 5 quilòmetres al nord-est del centre d'Atlanta. El nom del barri es deriva de la intersecció de l'Avinguda Virginia i de l'Avinguda North Highland, que es troba al centre del barri. La població és d'aproximadament 8.000 (2010). El president (2012) del barri és Jack White, i el vicepresident és Lola Carlisle.
La fleca en la pel·lícula Life as We Know It es troba al barri. El veritable nom de la fleca és Belly General Store.